# ルビン (ドルヌィ・シロンスク県)
ルビン（ポーランド語: Lubin [ˈlubin]）は、ポーランド南西部のドルヌィ・シロンスク県にある町。1975年から1998年まではレグニツァ県に属していた。ルビン郡、およびルビン基礎自治体の中心地であるが、この街自体でも別の都市型自治体を形成している。2021年時の人口は7万0816人。ドイツ語名はリューベン (Lüben)。
ヴロツワフの北西71km、レグニツァの北20kmの下シレジア地方に位置し、ジムニツァ川が流れる。大手鉱産会社のKGHMポルスカが本社を置く。

## 歴史
ヅィアボシャニエとトジェボヴィアニエの2つのシュレンジャニエ族の村の中間に位置したルビンは、990年ごろにポーランド王ミェシュコ1世のもとに落ち着いた。前述のどちらかの村によって建設されたとされる。言い伝えによれば、地名はかつて村人に恐れられた大熊を殺して手柄を立てたルバ (Luba) という青年にちなむという。1155年ごろに著された教皇勅書には、シレジアの13の城下町のひとつとして描かれている。

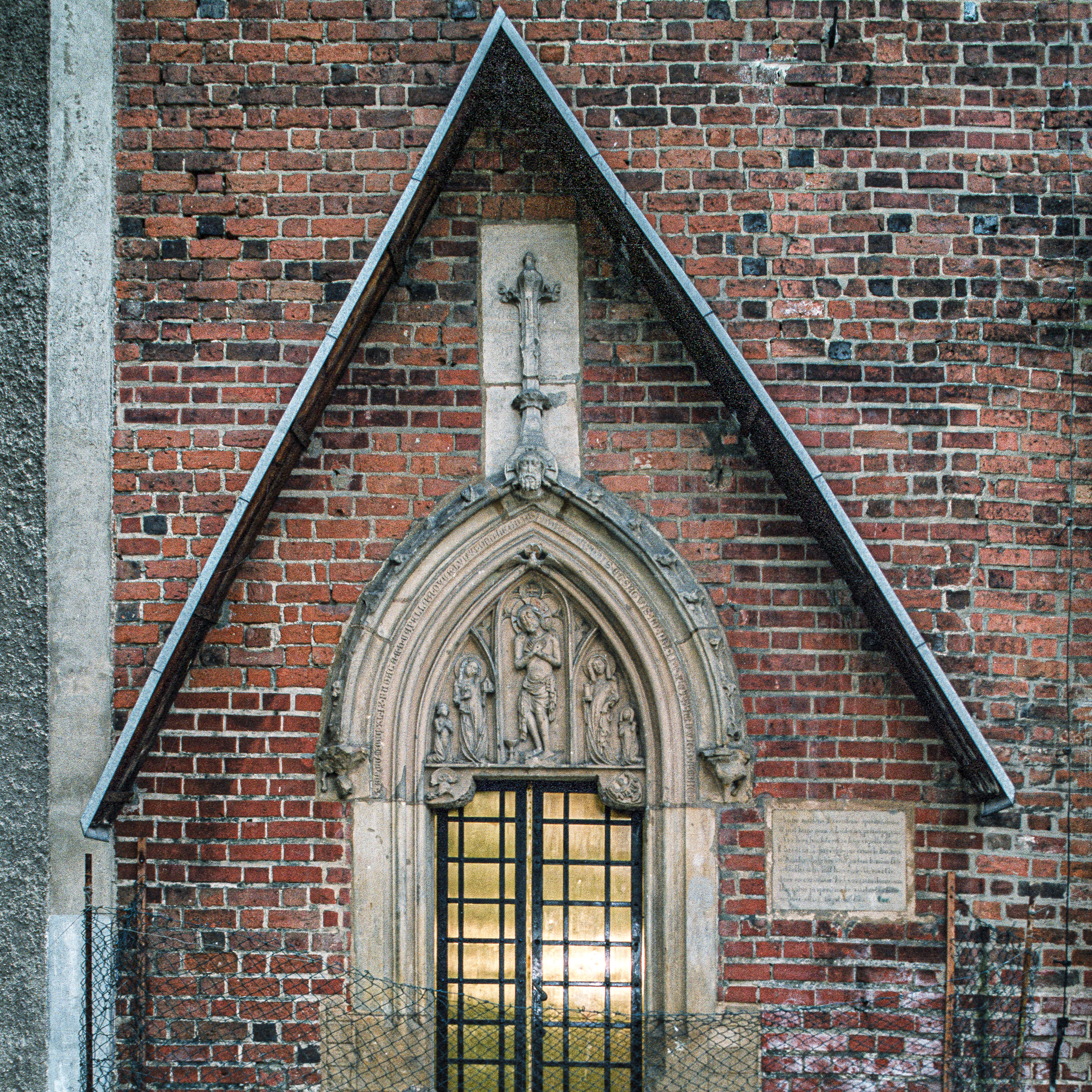
城内の礼拝堂に掲げられた、1349年ごろのティンパヌム

ピオトル・ヴウォストヴィツ・ドゥニン（1080年ごろ - 1153年）がルビンの西の丘に自然石の教会を建てたという伝説があり、1230年ごろには後に「旧市街」と呼ばれることになる城下町が築かれた。1267年にローマ教皇クレメンス4世によって公布されたトジェブニツァ修道院に関する証書には、グウォグフ公国領としてルビンの古ポーランド語名が見える。
今日の新市街は1280年代のシュツィナヴァのプジェムコの治世下に、東方植民で下ロレーヌ地方やフランケン地方からやってきたドイツ人によって建設されたとされる。1295年ごろに都市権を得た。1329年にヨハン・フォン・ルクセンブルクに感銘を受けたシュツィナヴァ公ヨンによって、シレジア王立領の一部としてボヘミア王国に割譲された。
ルビン城は1348年にルドヴィク1世によってシロンスク・ピャスト家の住まいとされた。1359年にルドヴィク1世と兄のレグニツァのヴェンツェスラウス1世との間で仲たがいが起きたが、神聖ローマ皇帝カール4世の仲裁でルビンはクジェチン・ヴィエルキ、クジェチン・マウィ、オシエク、ピエシュクフとともに1世の所領とされた。1世は1353年ごろにシロンスクのヤドヴィガの生涯を著したが、それは現在アメリカ合衆国のロサンゼルスにあるJ・ポール・ゲティ博物館にチュラッカンヴェルト写本として保管されている。15世紀に建てられたルビン教区教会は後にゴシック様式に改築され、1951年に大きな祭壇がヴロツワフ大聖堂に移された。イェジー1世ブジェスキとその未亡人、ポメラニアのアンナの時代に近郊のオシエクで宗教改革家のカスパー・シュヴァンクフェルトが生まれ、後に下シレジア地方の宗教改革の中心地ともなった。

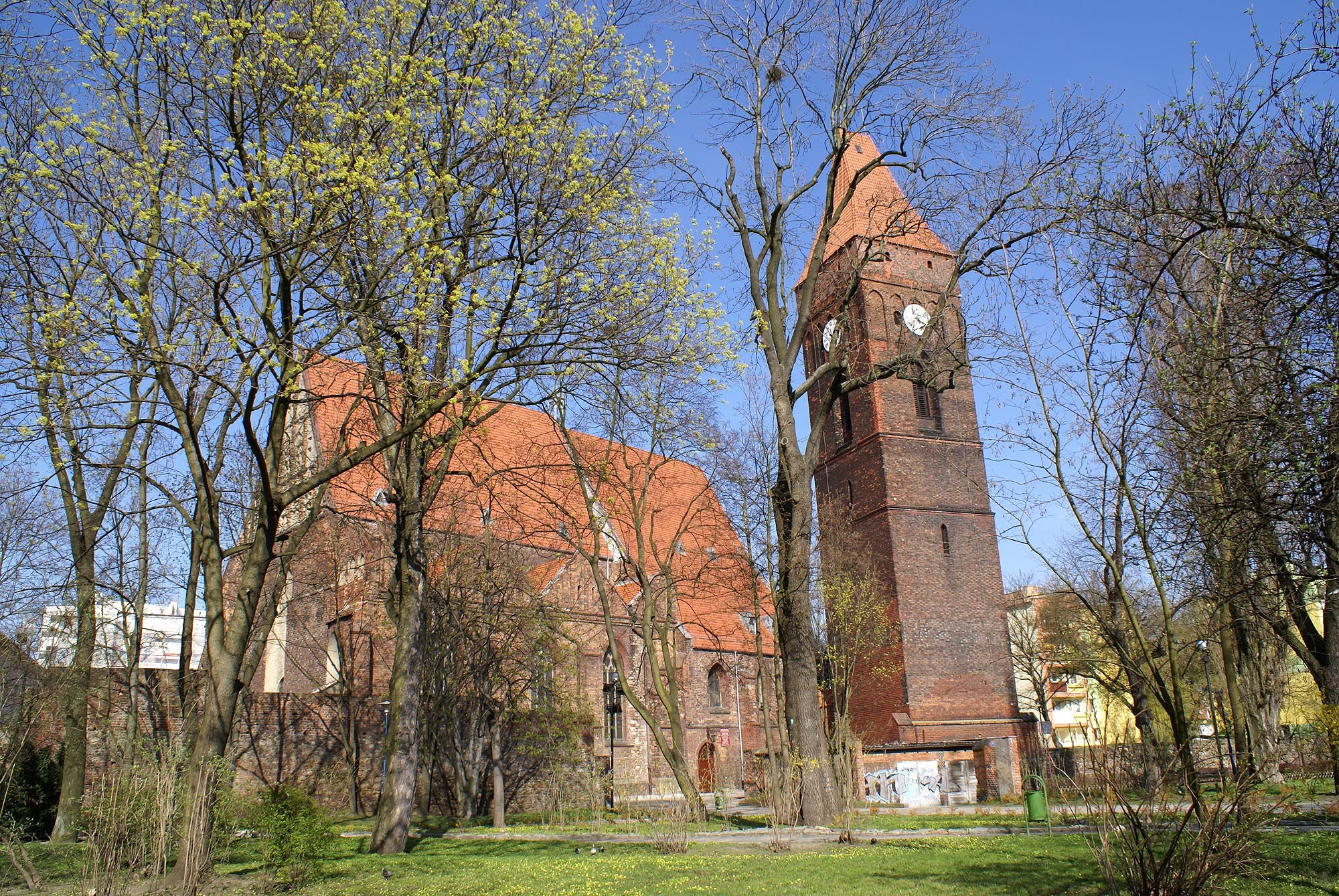
15世紀建造の教区教会

1526年にボヘミア領シレジアもろともハプスブルク君主国の支配下に入った。三十年戦争で幾度か荒廃し、1742年にプロイセン王フリードリヒ2世に征服された。1871年にはレグニツァ - グウォグフ間に鉄道が開通。
第二次世界大戦では街の7割の建造物が破壊され、1945年2月8日から10日まで赤軍が老人ホームに入所していたドイツ人150人と精神病院の患者500人を大量殺戮した。ポツダム宣言受諾を受け、オーデル・ナイセ線の東に位置するルビンはポーランド領となり、ポーランド人が入植すると同時にドイツ系住民は追放された。
1982年に共産主義体制による戒厳令発令に対する抗議デモが発生し、治安部隊によって鎮圧されたが、3人の死者が出た。

## スポーツ

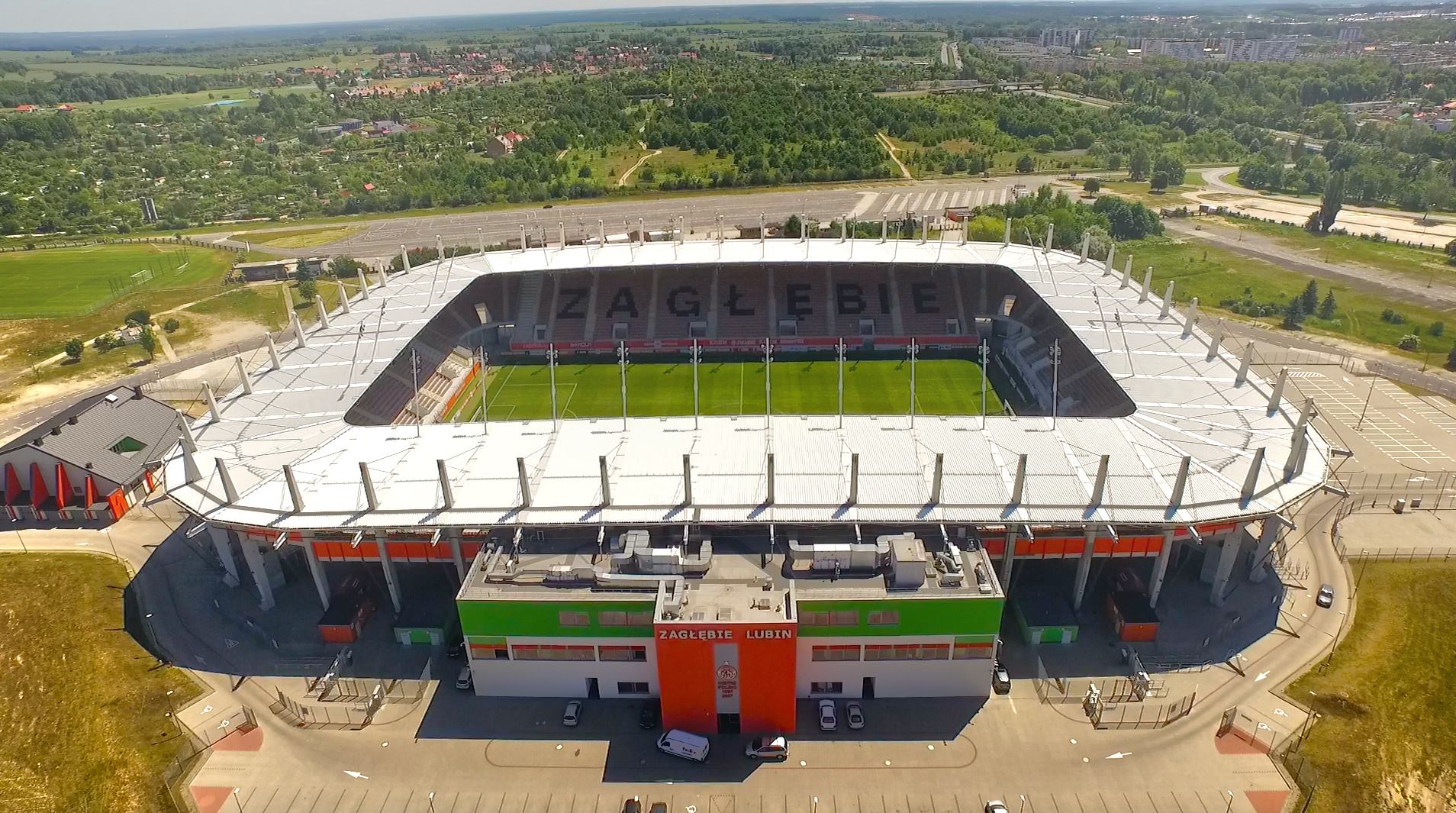
ザグウェンビェ・ルビンの本拠地であるKGHMザグウェンビェ・アレーナ

- ザグウェンビェ・ルビン - サッカークラブ
- ザグウェンビェ・ルビン - 男子ハンドボールクラブ
- ザグウェンビェ・ルビン - 女子ハンドボールクラブ

## 出身有名人
- ヴュルテンベルク王ヴィルヘルム1世（1781年9月27日 - 1864年6月25日） ヴュルテンベルク王国の第二代君主。父のフリードリヒ1世がプロイセン陸軍を指揮していたころ、当時のリューベンで生まれた。
- ゲルト・フォン・トレスコウ（1899年3月21日 - 1944年9月6日に自殺） ドイツ国防軍将校。ヒトラー暗殺計画の参加者。ヘニング・フォン・トレスコウの兄。
- ルドルフ＝クリストフ・フォン・ゲルスドルフ（1905年3月27日 - 1980年1月27日） ドイツ国防軍将校。ヒトラー暗殺計画の参加者。
- タデウシュ・マチュカワ（1962年11月2日 - ） 政治家
- カシア・ヴィルク（1982年1月3日 - ） ミュージシャン
- マリウシュ・ユルキエヴィツ（1982年2月3日 - ） ハンドボール選手
- ナタリア・チェルヴォンカ（1988年10月20日 - ） スピードスケート選手
- アルカディウシュ・ヴォジュニアク（1990年6月1日 - ） サッカー選手
- アードリアン・ブウォンド（1991年4月16日 - ） サッカー選手